# Schellong-Test
Der Schellong-Test ist eine hämodynamische Funktionsprüfung zur Diagnose von hypotonen (mit niedrigem Blutdruck verbundenen) und tachykarden (mit erhöhter Herzfrequenz verbundenen) Kreislaufregulationsstörungen. Die medizinische diagnostische Untersuchung ist nach dem Internisten Fritz Schellong (1891–1953) benannt.
Eine weitere Bezeichnung ist aktiver Stehtest. Der Schellong-Test wird heutzutage häufig durch die Kipptischuntersuchung ersetzt bzw. ergänzt.

## Hintergrund
Beim Aufstehen aus dem Liegen verlagert sich ein Teil des Blutes schwerkraftbedingt in die unteren Extremitäten. Folglich werden die höherliegenden Organe, insbesondere das Gehirn, weniger durchblutet. Der menschliche Körper reagiert spontan mit einem beschleunigten Herzschlag und mit einem Zusammenziehen der Beinvenen. Diese Orthostase-Reaktion verhindert Symptome wie Schwindel und Bewusstlosigkeit, die bei einer Minderdurchblutung des Gehirns auftreten.

## Ablauf
Die Untersuchung besteht regulär aus einer liegenden und einer stehenden Phase und beginnt, nachdem sich die zu untersuchende Person 10 Minuten in entspannter liegender Position befunden hat. Wird ein Lagewechsel vom Liegen zum Stehen nicht toleriert, ist auch ein Lagewechsel vom Sitzen zum Stehen möglich. Die Ergebnisse sind dann jedoch weniger aussagekräftig.
1. Teil – Messungen in liegender Position
- In einem festgelegten Abstand von einer Minute werden Blutdruck und Herzfrequenz gemessen.
- Dauer: 2 Minuten.

2. Teil – Messungen in stehender Position
- Sofort im Anschluss an die letzte liegende Messung werden Blutdruck und Herzfrequenz im Stehen gemessen (Sofortwert).
- Während des Stehens wird die Messung im Abstand von einer Minute wiederholt.
- Dauer: 10 Minuten.

Personen mit Kreislaufregulationsstörungen fällt es schwer, diesen Test bis zum Ende durchzuführen. Dies sollte zum Abbruch des Tests führen und in der Auswertung vermerkt werden. Für eine leichtere Auswertung werden die ermittelten Messwerte meist grafisch dargestellt.

## Auswertung
Die ermittelten Werte zeigen, ob und in welchem Ausmaß es zu einer effektiven Orthostase-Reaktion kommt. Besondere Bedeutung hat der sofort nach dem Aufstehen gemessene Sofortwert. Physiologisch kommt es direkt nach dem Aufstehen zu einem leichten Abfall des systolischen Blutdruckwertes und einer Erhöhung der Herzfrequenz um 10 bis 20 Schläge pro Minute. Je nach Verlauf der Werte kann auf bestimmte Kreislaufregulationsstörungen geschlossen werden. 
Nach der aktuellen Definition wird die Diagnose einer orthostatischen Hypotonie (zu niedriger Blutdruck beim Stehen) gestellt, wenn 
1. der systolische Blutdruck um mindestens 20 mmHg ODER
2. der diastolische Blutdruck um mindestens 10 mmHg fällt, gemessen innerhalb von 5 Minuten nach dem Aufstehen.[2]

Andererseits weist eine Erhöhung der Herzfrequenz um mehr als 30 Schläge pro Minute auf das posturale (orthostatische) Tachykardiesyndrom (POTS) hin.

## NASA-Lean-Test
Eine Abwandlung des Schellong-Tests ist der NASA-Lean-Test (von englisch lean ‚anlehnen‘), der auch als passiver Stehtest bezeichnet wird. Die Untersuchungsmethode unterscheidet sich vom Schellong-Test, indem sich die zu untersuchende Person während der Durchführung mit den Schultern an eine Wand lehnt. Dadurch wird die Umsetzung sicherer.
Entwickelt wurde der NASA-Lean-Test ursprünglich von Fachleuten der NASA, um orthostatische Intoleranz während Raumfahrten zu untersuchen. Heutzutage wird er überwiegend zur Diagnostik autonomer Symptome bei Long COVID bzw. dem Post-COVID-Syndrom, Myalgischer Enzephalomyelitis/Chronischem Fatigue-Syndrom (ME/CFS) oder Small-Fiber-Neuropathie empfohlen.